# Liste der brasilianischen Botschafter in Myanmar
Die Botschaft befindet sich in Yangon.
| Ernannt       | Name                          | Bemerkungen | Mensagem Senado Federal | im Senat des Nationalkongress (Brasilien) vorgestellt am | ernannt von               | akkreditiert während der Regierung von | Posten verlassen |
| ------------- | ----------------------------- | --- | ----------------------- | -------------------------------------------------------- | ------------------------- | -------------------------------------- | ---------------- |
| 30. Juli 1996 | Arnaldo Carrilho              | Amtssitz in Bangkok | MSF 158 de 1996         | 26. Juni 1996                                            | Fernando Henrique Cardoso | Than Shwe                              |                  |
| 2. Dez. 2005  | Edgard Telles Ribeiro         | Amtssitz in Bangkok | MSF 244 de 2005         | 23. Nov. 2005                                            | Luiz Inácio Lula da Silva | Than Shwe                              |                  |
| 15. Juli 2010 | José Carlos da Fonseca Junior | (* 2. März 1960 in Vitória) Sohn von Regina Maria da Costa Fonseca und José Carlos Fonseca, 3. Dezember 2008: Geschäftsträger in Neu-Delhi             | MSF 142 de 2010         | 6. Juli 2010                                             | Luiz Inácio Lula da Silva | Thein Sein                             |                  |
| 2014          | Alcides Gastão Rostand Prates | (* 8. August 1947 in São Gabriel (Rio Grande do Sul)) Sohn von Almia Rostand Prates und Mário da Conceição Prates, 2002 bis 2008: Botschafter in Hanoi | MSF 101/2013            | 11. Dez. 2013                                            | Dilma Rousseff            | Thein Sein                             |                  |